# Kanadas Grand Prix 1984
Kanadas Grand Prix 1984 var det sjunde av 16 lopp ingående i formel 1-VM 1984.

## Resultat
1. Nelson Piquet, Brabham-BMW, 9 poäng
2. Niki Lauda, McLaren-TAG, 6
3. Alain Prost, McLaren-TAG, 4
4. Elio de Angelis, Lotus-Renault, 3
5. René Arnoux, Ferrari, 2
6. Nigel Mansell, Lotus-Renault, 1
7. Ayrton Senna, Toleman-Hart
8. Manfred Winkelhock, ATS-BMW
9. Johnny Cecotto, Toleman-Hart
10. Philippe Alliot, RAM-Hart
11. Eddie Cheever, Alfa Romeo (varv 63, bränslebrist)

### Förare som bröt loppet
- Marc Surer, Arrows-Ford (varv 59, motor)
- Derek Warwick, Renault (57, chassi)
- Huub Rothengatter, Spirit-Hart (56, för få varv)
- Andrea de Cesaris, Ligier-Renault (40, bromsar)
- Corrado Fabi, Brabham-BMW (39, turbo)
- Thierry Boutsen, Arrows-BMW (38, motor)
- Riccardo Patrese, Alfa Romeo (37, olycka)
- Keke Rosberg, Williams-Honda (32, bränslesystem)
- Jacques Laffite, Williams-Honda (31, turbo)
- Mike Thackwell, RAM-Hart (29, turbo)
- Piercarlo Ghinzani, Osella-Alfa Romeo (11, växellåda)
- Michele Alboreto, Ferrari (10, motor)
- Francois Hesnault, Ligier-Renault (7, turbo)

### Förare som diskvalificerades
- Martin Brundle, Tyrrell-Ford (varv 68)
- Stefan Bellof, Tyrrell-Ford (52)

### Förare som ej startade
- Patrick Tambay, Renault (0, illamående)